# The Lie (película)
The Lie es una película dramática muda dirigida por Allan Dwan, escrita por Jeanie Macpherson y protagonizada por el actor Lon Chaney. Se estrenó el 6 de enero de 1914, y en la actualidad es considerada una película perdida.

## Reparto
- Murdock MacQuarrie
- Pauline Bush
- William Lloyd
- Lon Chaney
- Richard Rosson
- Arthur Rosson
- Fred McKay
- James Neill